# Ivonne Coll
Pour les articles homonymes, voir Coll.
Ivonne Coll, née le 18 juin 1947 à Fajardo au Porto Rico, est une actrice et mannequin américaine d'origine portoricaine.
Elle est principalement connue pour avoir été Miss Porto Rico 1967 mais aussi pour ses rôles dans Le Parrain 2, Switched et Jane the Virgin.

## Biographie

### Jeunesse
Ivonne Coll de son nom complet Ivonne Coll Mendoza est née  à Fajardo (Porto Rico) où elle a suivi l'enseignement primaire et secondaire.
Elle est bonne élève à l'école et elle obtient son diplôme à l'école Nuestra Señora del Pilar. Ensuite, elle s’inscrit à l'Université de Porto Rico où elle étudie les sciences sociales,,et commence une carrière de mannequin. En 1966, elle représente Fajardo au concours de Miss Porto Rico qu'elle remporte,,.

## Carrière
En 1979, Coll déménage à New York où elle participe à plusieurs productions Off-Broadway comme, : Spain 1980, Comme il vous plaira, Roméo et Juliette et Macbeth. À New York, le réalisateur Francis Ford Coppola la recrute pour le rôle de « Yolanda », une chanteuse cubaine dans un night club pour le film Le Parrain 2. Bien que ce soit un petit rôle, son expérience va lui servir pour sa future carrière. Elle est créditée sous le nom « Yvonne Coll »,,. 
En 1989, elle a le rôle mineur de Mme Santos dans le film L'Incroyable Défi de John G. Avildsen avec Morgan Freeman. Elle participe aux productions suivantes : Orinoco, The Masses Are Asses, Medio Comuñas, Goodbye Castro et Pancho Diablo.
Elle gagne le ACE Award de la meilleure actrice pour Orinoco. Lorsqu'elle n’est pas sur scène, Ivonne perfectionne son jeu aux HB Studio et aux cours de théâtre de Lee Strasberg,.
Quand Ivonne Coll retourne à Puerto Rico, elle est invitée à participer à La verdadera historia de Pedro Navaja et Paper Flowers. Elle participe aussi à des productions locales comme La gran Fiesta et Cuqui. En 2002, elle apparaît dans le film Besos de Fuego. 
En octobre 2006, elle joue le rôle-titre dans Mother Courage au Berkeley Rep Theater à Berkeley (Californie),. De 2011 à 2014, elle campe un rôle récurrent dans la série Switched. Elle participe aussi en 2014 pour quelques épisodes à la série Teen Wolf et de 2011 à 2015 à la série Glee. Depuis l'automne 2014, elle joue un des rôles principaux dans la série Jane the Virgin de la CW. Elle y interprète Alba Villanueva, la grand-mère de Jane Villanueva, une jeune fille vierge qui se retrouve, à la suite d'une erreur médicale, accidentellement inséminée artificiellement,.

## Filmographie

### Film
| Year | Title                             | Rôle              | Notes         |
| ---- | --------------------------------- | ----------------- | ------------- |
| 1974 | Le Parrain 2                      | Yolanda           |               |
| 1985 | La Gran Fiesta                    | Dona Tula         |               |
| 1989 | L'Incroyable Défi                 | Mme Santos        |               |
| 1990 | A Killer Among Us                 | Francine Cortez   | téléfilm      |
| 1995 | As Good as Dead                   | Mexican Woman     | téléfilm      |
| 1996 | The Disappearance of Garcia Lorca | Angelina Gonzalez |               |
| 1997 | The Pest                          | Gladyz            |               |
| 1997 | Alien Nation: The Udara Legacy    | Officier Wilcox   | téléfilm      |
| 1998 | Strangeland                       | Rose Stravelli    |               |
| 1999 | Instinct                          | Dr Marzuez        |               |
| 1999 | Gangsta Cop                       | Mme Batista       |               |
| 2000 | Le Fantôme de Sarah Williams      | Gisela Higgens    |               |
| 2000 | Michael Angel                     | mère Killan       |               |
| 2000 | Details                           | Mère              | court métrage |
| 2002 | Scorcher                          | Mayor Salizar     |               |
| 2004 | Jesus the Driver                  | Marisol           |               |
| 2006 | Splinter                          | mère              |               |
| 2007 | De pura cepa                      | Carmen            | court métrage |
| 2009 | The Night Girl                    | Esperanza         | court métrage |
| 2012 | Hemingway and Gellhorn            | Gypsy Crone       | téléfilm      |
| 2013 | Counterpunch                      | Grandma Daisy     |               |
| 2014 | Los Scavengers                    | Remi              |               |
| 2015 | Endgame                           | Abuelita          |               |

### Télévision
| Année     | Titre                                    | Rôle                           | Notes                                                                              |
| --------- | ---------------------------------------- | ------------------------------ | ---------------------------------------------------------------------------------- |
| 1971-1975 | A girl named Ivonne Coll                 | Herself                        |                                                                                    |
| 1977      | Le Parrain la mini-série                 | Yolanda                        | 1 épisode                                                                          |
| 1990      | DEA                                      | Mrs. Clemente                  | Actrice principale, 10 épisodes                                                    |
| 1990      | Flash                                    | Carmen Hijuelos                | 1 épisode                                                                          |
| 1990      | Gabriel Bird                             | Mme Luisa Hernandez / Mme Pena | 2 épisodes                                                                         |
| 1991      | Wings                                    | Mooshta                        | 1 épisode                                                                          |
| 1994      | La Loi de Los Angeles                    | Juge Leslie Peyton             | 1 épisode                                                                          |
| 1995      | Chicago Hope : La Vie à tout prix        | Mme Ponce                      | 2 épisodes                                                                         |
| 1996      | Couleur Pacifique                        | Mme Martinez                   | 2 épisodes                                                                         |
| 1996-1997 | Amour, Gloire et Beauté                  | Alicia Cortéz                  | récurrente, 6 épisodes                                                             |
| 1997      | Crisis Center                            | Janie Sheppard                 | 2 épisodes                                                                         |
| 1996-1998 | Pacific Blue                             | Rosa Del Toro                  | récurrente, 3 épisodes                                                             |
| 1999      | The Practice : Bobby Donnell et Associés | Dr Maria Hernandez             | 1 épisode                                                                          |
| 2000      | New York Police Blues                    | Sonia Lopez                    | 1 épisode                                                                          |
| 2000      | City of Angels                           | Mlle Hernandez                 | 2 épisodes                                                                         |
| 2001      | Les Associées                            | Nelda Ramos                    | 1 épisode                                                                          |
| 2001      | Roswell                                  | Mme Ramirez                    | 2 épisodes                                                                         |
| 2001-2002 | Division d'élite                         | Mme Ramirez / Elaine Hunt      | 2 épisodes                                                                         |
| 2003      | Amy                                      | Infirmière Abby Corazon        | 1 épisode                                                                          |
| 2003      | Six Feet Under                           | thérapeute de Vanessa          | 1 épisode                                                                          |
| 2003      | Skin                                     | Amelia                         | 2 épisodes                                                                         |
| 2003      | Le Monde de Joan                         | Marlene                        | récurrente, 3 épisodes                                                             |
| 2005      | FBI : Portés disparus                    | Concebida Hernandez            | 1 épisode                                                                          |
| 2005      | Veronica Mars                            | Membre du jury                 | 1 épisode                                                                          |
| 2006      | Preuve à l'appui                         | Mme Salazar                    | 1 épisode                                                                          |
| 2006      | Les Experts                              | Marsha Kendric                 | 1 épisode                                                                          |
| 2007      | Dirt                                     | femme de chambre               | 1 épisode                                                                          |
| 2007      | Heroes                                   | Nidia                          | 1 épisode                                                                          |
| 2008      | Les Feux de l'amour                      | Rosa Flinn                     | 1 épisode                                                                          |
| 2009      | Urgences                                 | grand-mère                     | 1 épisode                                                                          |
| 2010      | Cold Case : Affaires classées            | Sonia Espinosa                 | 1 épisode                                                                          |
| 2011-2014 | Switched                                 | Adriana Vasquez                | récurrente, 28 épisodes                                                            |
| 2013-2014 | Teen Wolf                                | Araya Calavera                 | récurrente, 5 épisodes                                                             |
| 2011-2015 | Glee                                     | Alma Lopez                     | récurrente, 3 épisodes                                                             |
| 2014-2019 | Jane the Virgin                          | Alba Villanueva                | Actrice principale Nommée—Imagen Award du meilleur second rôle - télévision (2015) |
| 2020      | Lucifer                                  | Sœur Angelica                  | 6 épisodes                                                                         |